# 羅拔臣道

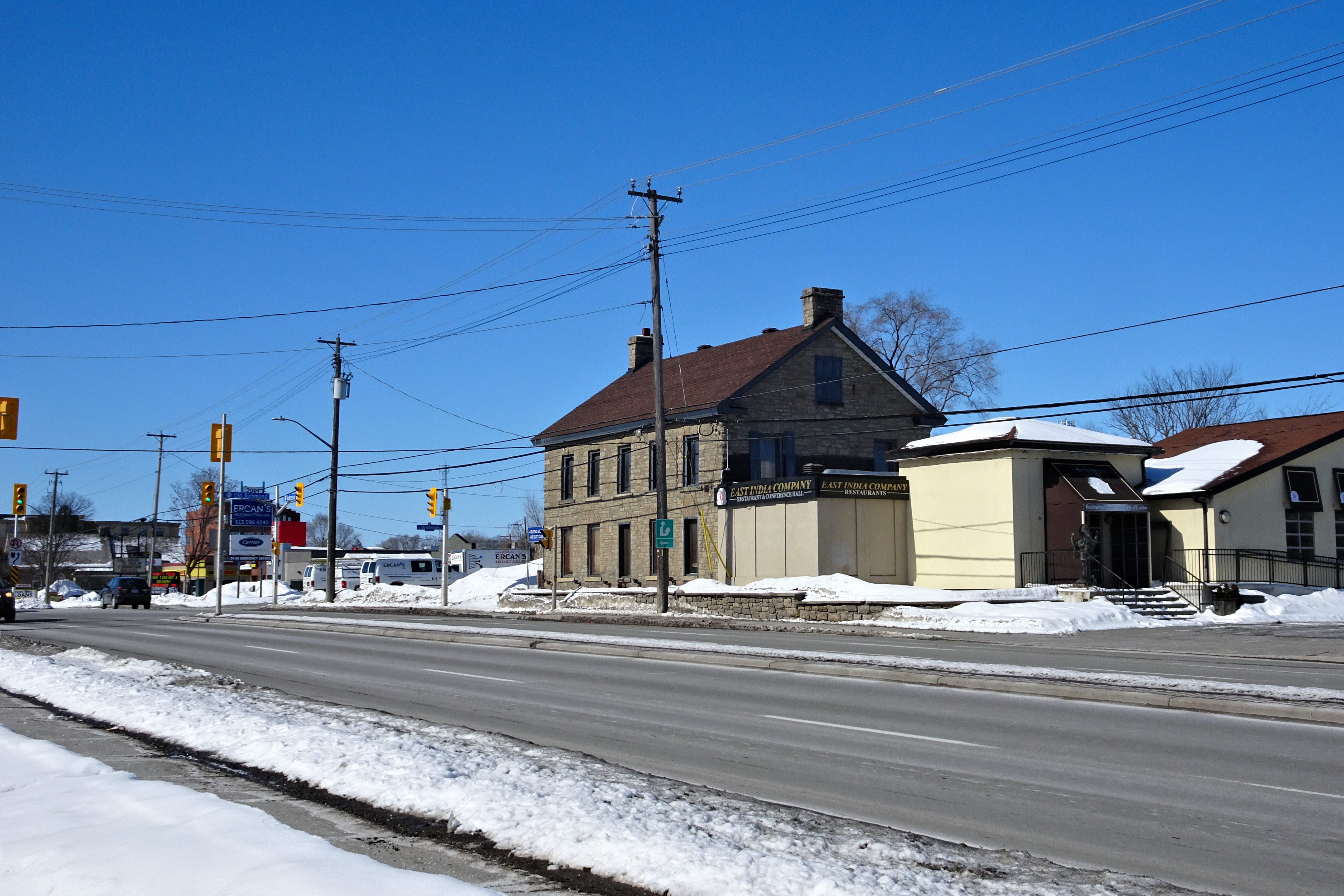
羅拔臣道冬日一景，攝於2021年

羅拔臣道（英語：Robertson Road；渥太華36號市道）是加拿大安大略省渥太華西端的一條道路，長約6.1（3.8英里）。
該道路全長皆為四車道，車速限制為80每小時（50英里每小時），部分路段則為60每小時（37英里每小時）。
道路以約翰·羅拔臣（1797-1884）命名。

## 主要路口
羅拔臣道從西向東的主要路口有：
- 伊高臣道（英语：Eagleson Road）（#49）
- 石崖道（Westcliffe Road）
- 費茲捷羅道（Fitzgerald Road）
- 穆迪徑（Moodie Drive；#59）
- 瓦尼爾道（Vanier Road；不是該市東端的瓦尼爾徑）
- 舊列治文道（曾為羅拔臣道東端盡頭）
- 史汀生路（Stinson Avenue）
- 施他佛道（Stafford Road）及連霞道（Lynhar Road）
- 北邊道（Northside Road）
- 基線道（#16）

道路向東延續為列治文道。

## 外部連結
- Bells Corners community news/views （页面存档备份，存于）
- Ottawa City Council Watch